# Lac Ainslie
Le lac Ainslie est un lac situé dans la province maritime de la Nouvelle-Écosse, sur l'île du Cap-Breton.

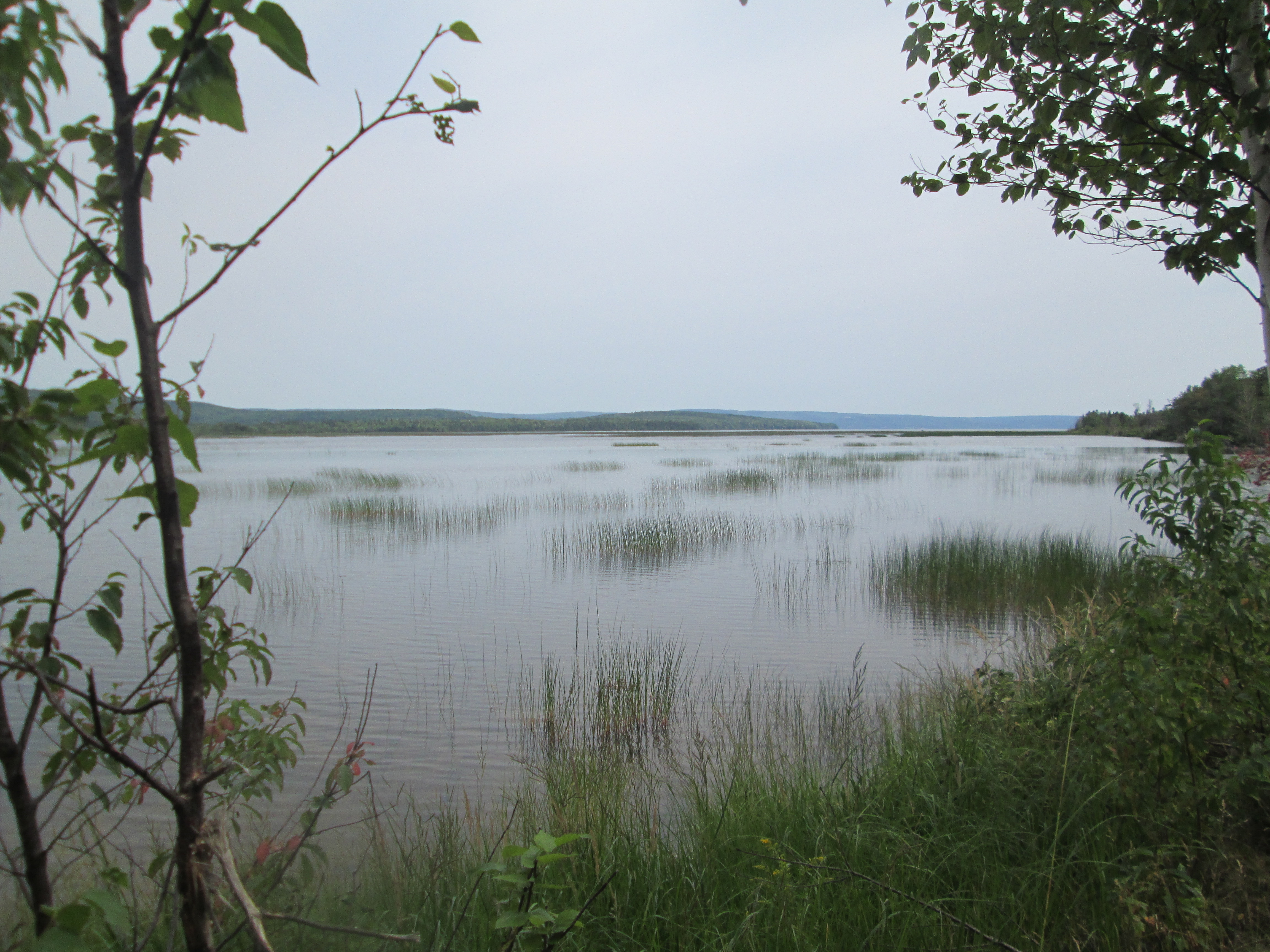
Le lac Ainslie.

## Géographie
Avec ses 100 km2, il est le second plus grand lac d'eau douce de la province.
Son principal émissaire est la rivière Margaree qui s'écoule à partir de la rive nord du lac en direction de la mer.
Le lac Ainslie est un lieu de vie pour le pygargue à tête blanche.